# Adriaan van Wijngaarden
Adriaan (Aad) van Wijngaarden (Rotterdam, 2 november 1916 – Amstelveen, 7 februari 1987) was een Nederlandse wiskundige en de grondlegger van de informatica in Nederland.
Van Wijngaarden was het vierde kind van Pieter van Wijngaarden (1872-1924) en Liesje de Bruijn (1885-1959). Hij studeerde werktuigbouwkunde aan de Technische Hogeschool Delft, waar hij in 1939 afstudeerde. Hij promoveerde vervolgens in 1945 cum laude op een onderwerp in de mechanica en trad in dienst van het Nationaal Luchtvaart Laboratorium. Vanaf 1947 was hij hoofd van de Rekenafdeling van het Mathematisch Centrum in Amsterdam en ontwikkelde de Van Wijngaardengrammatica, een variant van de contextvrije grammatica. Onder zijn leiding werd de eerste Nederlandse computer, de ARRA (Automatische RelaisRekenmachine Amsterdam) gebouwd. Zijn verdienstelijkste leerling was Edsger Dijkstra. Hij stond tevens aan het hoofd van de werkgroep die de programmeertaal Algol-68 ontwikkelde. Van 1961 tot 1981 was hij directeur van het Mathematisch Centrum.
Hij ontving eredoctoraten van de Universiteit van Grenoble en de Technische Hogeschool Delft en de Pioneer Award van de IEEE.

## Publicaties
- Rekenen en vertalen. Oratie UvA. Delft: Waltman, 1952.
- Programmeren voor automatische rekenmachines. Met Edsger Dijkstra (red.), Syllabus Mathematisch Centrum, Amsterdam: Mathematisch Centrum, 1956.
- Revised report on the algorithmic language Algol 68. Edited by A. van Wijngaarden [et al.]. Berlin etc.: Springer, 1976.